# Hyporthodus darwinensis
Hyporthodus darwinensis är en fiskart som först beskrevs av Randall och Heemstra, 1991.  Hyporthodus darwinensis ingår i släktet Hyporthodus och familjen havsabborrfiskar. IUCN kategoriserar arten globalt som otillräckligt studerad. Inga underarter finns listade i Catalogue of Life.